# الحبيب السائح
الحبيب السائح، كاتب وروائي جزائري من مواليد عام 1950. صدر له حتى الآن أربع مجموعات قصصية منها «القرار» التي نالت الجائزة الأولى لمهرجان القصة والشعر الذي نظمته وزارة التعليم العالي بالجزائر، وصدر له عشر روايات منها «أنا وحاييم» التي وصلت إلى القائمة الطويلة للجائزة العالمية للرواية العربية (البوكر) عام 2019، والتي حصلت على جائزة كتارا للرواية العربية في العام نفسه عن فئة الروايات المنشورة.

## سيرته الأدبية
ولد الكاتب والروائي الحبيب السائح في ولاية معسكر تحديدا في منطقة سيدي عيسى في الجزائر، عام 24 أبريل 1950. عاش ونشأ في مدينة سعيدة ودرس في جامعة وهران وتخرج منها بشهادة البكالوريوس في الآداب. بعد تخرجه، عمل مدرساً في المعاهد التكنولوجية للتربية ثم ساهم في الصحافة العربية والجزائرية وعمل أستاذ مشارك في جامعة التكوين المتواصل، وفي معهد اللغة الفرنسية في مركز سعيدة الجامعي. وفي عام 1994، غادر الجزائر متجها إلى تونس حيث أقام فيها لمدة نصف عام قبل أن يتجه إلى المغرب ويستقر فيها. ولكنه بعد سنوات عاد إلى الجزائر وهو تفرغة للكتابة.
بدأ السائح مسيرته الأدبية أولا في كتابة مجموعات قصصية في نهاية السبعينات، حيث أصدر وهو مازال طالبا أول مجموعة قصصية له بعنوان «القرار» في عام 1979 والتي فازت بالجائزة الأولى لمهرجان القصة والشعر الذي نظمته وزارة التعليم العالي في الجزائر. وبعدها في عامين، أصدر مجموعته الثانية بعنوان «الصعود نحو الأسفل» في عام 1981. كما أصدر السائح روايته الأولى بعنوان «زمن النمرود» الصادرة عن المؤسسة الوطنية للفنون المطبعية في عام 1985. وتعرضت روايته وقتها للكثير من الانتقادات والأزمات؛ حيث صُدّرت وسُحبت النسخ من مكتبات المدينة بعدما اعتبرها بعض النافذين في الجزائر أن الرواية تستهدفهم وتحاول إسقاطهم، فعملوا على تحريض الرأي العام ضده وحصر بيته مما دفعه على ترك بيته ومدينته والعيش بعيدا في مكان آخر لسنوات طويلة.
أصدر السائح حتى الآن أربع مجموعات قصصية آخرها كان «المرت بالتقسيط» الصادرة في عام 2003، وعشر روايات منها رواية «أنا وحاييم» الصادرة بطبعة مشتركة من دار ميم الجزائرية ومسكيلياني التونسية في عام 2018 والتي تُرشحت ضمن القائمة الطويلة للجائزة العالمية للرواية العربية في عام 2019 والفائزة بجائزة كتارا للرواية العربية في الدورة الخامسة عن فئة الروايات المنشورة في العام نفسه. وتدور أحداث الرواية التاريخية في الجزائر والتي تحكي قصة الصيدلي حاييم بنميمون اليهودي وأستاذ الفلسفة المسلم أرسلان حنيفي؛ حيث كانا جيران وأصدقاء منذ الطفولة. عاشوا ذكريات مشتركة وتخرجوا من نفس الجامعة وبسبب الاحتلال الفرنسي للجزائر، يقرران الخوض في المقاومة الجزائرية لتحرير الوطن كلٌ بطريقته الخاصة وتتغير حياتهما للأبد. آخر رواية أصدرها السائح كانت بعنوان «ما رواه الرئيس» الصادر عن دار مسكيلياني للنشر والتوزيع عام 2020.
تُرجمت بعض روايات السائح إلى اللغة الفرنسية منها «ذلك الحنين»، و«تماسخت»، و«تلك المحبة»، و«مذنبون.. لون دمهم في كفي». كما قام السائح بترجمة بعض الأعمال الجزائرية عن اللغة الفرنسية إلى العربية منها رواية «شرف القبيلة» للأديب الجزائري رشيد ميموني، وكتاب «لا وجود للصدفة» للكاتب جمال عمراني وغيرهم.

## أعماله

رواية أنا وحاييم للكاتب الحبيب السائح

### مجموعة قصصية
- القرار، دار الوطنية، 1979

- الصعود نحو الأسفل، 1981

- البهية تتزين لجلادها، اتحاد الكتاب العرب، 2000

- الموت بالتقسيط، 2003

### روايات
- زمن النمرود، المؤسسة الوطنية للفنون المطبيعية، 1985

- تلك المحبة، المؤسسة الوطنية للاتصال والنشر والإشهار، 2002

- مذنبون.. لون دمهم في دمي، دار الحكمة، الجزائر، 2009

- زهوة، دار الحكمة، الجزائر، 2009

- الموت في وهران، دار العين للنشر، 2013

- كولونيل الزبربر، دار الساقي، 2015

- تماسخت، دار فضاءات للنشر والتوزيع، 2017

- من قتل أسعد المروري، دار ميم للنشر، 2017

- أنا وحاييم، دار ميم للنشر، 2018
- ما رواه الرئيس، دار مسكيلياني للنشر والتوزيع، 2020

### أعماله المترجمة إلى الفرنسية
- ذاك الحنين، دار القصبة، 2003،  Un amour de papillon

- تماسخت، دار القصبة، 2003، Tamassikht

- تلك المحبة، دار الحكمة، 2012، Cet amour-là

- مذنبون.. لون دمهم في كفي، دار الحكمة، 2014 Sur ma main encore le sang des coupables

### تٌرجم هو إلى العربية
- شرف القبيلة (العنوان الأصلي: L’honneur de la tribu) للكاتب رشيد ميموني

- لا وُجود للصدفة (العنوان الأصلي: Il n’y a pas de hasard  ) للكاتب جمال عمراني

- بين السن والذاكرة (العنوان الأصلي:  Entre la dent et la mémoire) للكاتب جمال عمراني

- شمس ليلنا (العنوان الأصلي:  Le soleil de notre nuit) للكاتب جمال عمراني

- الحضور المزدوج (العنوان الأصلي: La double presence)، للكاتب بتول فيكار

## جوائزه وترشيحاته
- جائزة الرواية من ملتقى عبد الحميد بن هدوقة بالجزائر عام 2003.

- وصلت روايته «أنا وحاييم» إلى القائمة الطويلة للجائزة العالمية للرواية العربية - البوكر في عام 2019.
- فاز بجائزة كتارا للرواية العربية عن روايته «أنا وحاييم» عن فئة الروايات المنشورة في عام 2019.